# Thanathorn Juangroongruangkit
Thanathorn Juangroongruangkit (tiếng Thái: ธนาธร จึงรุ่งเรืองกิจ, RTGS: Thanathon Chuengrungrueangkit, Bản mẫu:Ipa-th;
sinh ngày 25 tháng 11 năm 1978) là một chính trị gia Thái Lan hiện đang là lãnh đạo Đảng Tương lai mới. Từ năm 2002 đến đầu năm 2018, Thanathorn là Phó chủ tịch của Tập đoàn Thai Summit, nhà sản xuất phụ tùng ô tô lớn nhất Thái Lan.
Thanathorn đồng sáng lập Đảng Tương lai Tiền tiến vào tháng 3 năm 2018. Ông được nhất trí bầu làm lãnh đạo đảng trong cuộc họp công khai đầu tiên vào tháng 5 năm 2018.

## Tiểu sử
Thanathorn sinh ra và lớn lên ở Bangkok, là con thứ hai trong năm người. Mẹ của ông, Somporn Juangroongruangkit, là Chủ tịch và Giám đốc điều hành hiện tại của Tập đoàn Thai Summit, tiếp quản công ty từ cha của Thanathorn, Pattana Juangroongruangkit, sau khi ông qua đời năm 2002. Pattana thành lập Tập đoàn Thai Summit năm 1977. Gia đình Juangroongruangkit cổ phần lớn trong Tập đoàn xuất bản Matichon của tập đoàn truyền thông Thái Lan.
Khi bắt đầu sự nghiệp chính trị của mình, Thanathorn đã từ chức khỏi hội đồng quản trị Matichon và Tập đoàn Thai Sunmit. 
Chú của Thanathorn, Suriya Juangroongruangkit, là một chính trị gia Thái Lan, từng giữ chức Bộ trưởng Bộ Giao thông vận tải Thái Lan từ năm 2002 đến 2005. Suriya hiện là một trong những người lãnh đạo của Phalang Pracharat, đảng ủng hộ nổi bật nhất.